# Mine d'Eustis
La mine d'Eustis est une mine historiquement située dans la région des Cantons de l'Est (aujourd'hui dans la région administrative de l'Estrie) au Québec (Canada). Elle fut mise en œuvre aux environs de 1865, et ferma en 1939. À sa fermeture, il s'agissait de la dernière mine en exploitation du complexe de mines de la région et également de la plus vieille mine de cuivre au Canada.

## Historique
Lors de la guerre de Sécession aux États-Unis, le cuivre est en forte demande. Plusieurs mines font leur apparition dans l'actuelle région de l'Estrie, soit les mines de Capelton, d'Eustis et d'Albert. Trois ingénieurs miniers, sociétaires de la Orford Nickel and Copper Company se portent acquéreurs de la région de la mine d'Eustis aux environs de 1863. Le projet initial vint créer une galerie d'accès horizontal d'une longueur d'environ 300 m (1 000 pieds) afin d'intersecter le puits de la mine Hartford, propriété de la Canadien Copper and Sulphur Company. Les premières installations furent vraisemblablement appelées Crown Mine, mais on utilisa plus tard le nom de mine d'Eustis,.